# 佳能 EOS-1D X
佳能 EOS-1D X是佳能推出的全画幅数码单镜反光相机，替代佳能 EOS-1D Mark IV和佳能 EOS-1Ds Mark III两个产品。它具有1,810万像素的CMOS感光元件，与双核DIGIC 5+微处理器，其中每一个都能提供DIGIC 4微处理器17倍的处理能力，另有一枚专门用于测光和对焦的DIGIC 4处理器。有61个高密度网状阵列自动对焦点（其中41点为十字型）。这款相机最高能够达到每秒14幅（JPEG，锁定反光板及对焦距离）的连拍速度。常用感光度覆盖100至51,200（扩展感光度包括50至204,800）。另外，相机还提供千兆以太网接口以方便图片的传输。还可选配无线局域网适配器或GPS模块。该相机已于2012年6月20日赶在2012年伦敦夏季奥运会前上市。在香港的价格为51,800港币。